# Ambasada RP w Luksemburgu
Ambasada Rzeczypospolitej Polskiej w Luksemburgu (fr. Ambassade de la République de Pologne au Luxembourg)– polska misja dyplomatyczna w stolicy Wielkiego Księstwa Luksemburga.

## Historia
Polska i Luksemburg nawiązały stosunki dyplomatyczne w 1921. W okresie międzywojennym akredytowany w Luksemburgu był poseł rezydujący w Brukseli. 7 lipca 1945 rząd Luksemburga uznał Tymczasowy Rząd Jedności Narodowej. 14 lipca 1945 Polska i Luksemburg ponownie nawiązały stosunki dyplomatyczne. Ambasadę RP w Luksemburgu otwarto w 2006.